# Plémet
Plémet (bret. Plezeved) – miejscowość i dawna gmina we Francji, w regionie Bretania, w departamencie Côtes-d’Armor. W dniu 1 stycznia 2016 roku z połączenia dwóch ówczesnych gmin – La Ferrière oraz Plémet – utworzono nową gminę Les Moulins. Siedzibą gminy została miejscowość Plémet. W 2013 roku populacja Plémet wynosiła 3352 mieszkańców. 